# 191 Carinae
191 Carinae (L Carinae) é uma estrela na direção da Carina. Possui uma ascensão reta de 10h 22m 58.18s e uma declinação de −66° 54′ 05.5″. Sua magnitude aparente é igual a 4.97. Considerando sua distância de 430 anos-luz em relação à Terra, sua magnitude absoluta é igual a −0.63. Pertence à classe espectral B8V.